# Velike Bloke
Velike Bloke este o localitate din comuna Bloke, Slovenia, cu o populație de 212 locuitori.